# (18111) Pinet
(18111) Pinet (2000 NB14) – planetoida z pasa głównego asteroid okrążająca Słońce w ciągu 4,68 lat w średniej odległości 2,8 j.a. Odkryta 5 lipca 2000 roku.